# Tiktaalika (singolo)
Tiktaalika è un singolo del chitarrista britannico Charlie Griffiths, pubblicato il 4 maggio 2022 come secondo estratto dall'album omonimo.

## Descrizione
Si tratta di un brano interamente strumentale e si caratterizza per le numerose influenze che passano dal thrash metal tipico degli anni ottanta fino al rock alternativo degli anni novanta.

## Video musicale
Il video è stato reso disponibile in concomitanza con il lancio del singolo attraverso il canale YouTube della Inside Out Music ed è di carattere umoristico, mostrando il chitarrista suonare il brano come parte di un programma televisivo per bambini presentato da un tiktaalik animato.

## Tracce
Musiche di Charlie Griffiths.
1. Tiktaalika – 8:34

## Formazione
Musicisti
- Charlie Griffiths – chitarra, basso, sintetizzatore
- Darby Todd – batteria

Produzione
- Charlie Griffiths – produzione
- Adam "Nolly" Getgood – missaggio
- Sebastian Sendon – assistenza al missaggio
- Ermin Hamidovic – mastering